# Memoirs of an Imperfect Angel
Memoirs of an Imperfect Angel är den amerikanska pop och R&B-sångaren Mariah Careys tolfte studioalbum. Från början var det tänkt att albumet skulle släppas den 25 augusti 2009, dock så släppte inte Island Records albumet i USA förrän den 29 september, och Mercury Records inte förrän den 23 november 2009 i Storbritannien. Albumet är huvudsakligen producerad och skriven av Carey, Christopher "Tricky" Stewart och Terius "The-Dream" Nash.

## Låtlista
| 1.  | Betcha Gon' Know (The Prologue) | Mariah Carey, Christopher Stewart, Terius Nash, James Wright | Mariah Carey, The-Dream, Tricky Stewart, James "Big Jim" Wright | 4:00 |
| 2.  | Obsessed                        | Carey, Stewart, Nash                                         | Carey, The-Dream, Stewart                                       | 4:01 |
| 3.  | H.A.T.E.U.                      | Carey, Stewart, Nash                                         | Carey, The-Dream, Stewart                                       | 4:27 |
| 4.  | Candy Bling                     | Carey, Nash, Carlos McKinney                                 | Carey, The-Dream, Los Da Mystro                                 | 4:02 |
| 5.  | Ribbon                          | Carey, Stewart, Nash                                         | Carey, The-Dream, Stewart                                       | 4:20 |
| 6.  | Inseparable                     | Carey, Stewart, Nash                                         | Carey, The-Dream, Stewart                                       | 3:33 |
| 7.  | Standing O                      | Carey, Stewart, Nash                                         | Carey, The-Dream, Stewart                                       | 3:59 |
| 8.  | It's a Wrap                     | Carey, Barry White                                           | Carey, Heatmyzer, Big Jim                                       | 4:00 |
| 9.  | Up Out My Face                  | Carey, Stewart, Nash                                         | Carey, The-Dream, Stewart                                       | 4:00 |
| 10. | Up Out My Face (The Reprise)    | Carey, Stewart, Nash                                         | Carey, The-Dream, Stewart                                       | 0:51 |
| 11. | More Than Just Friends          | Carey, Stewart, Nash                                         | Carey, The-Dream, Stewart                                       | 3:37 |
| 12. | The Impossible                  | Carey, Stewart, Nash                                         | Carey, The-Dream, Stewart                                       | 4:00 |
| 13. | The Impossible (The Reprise)    | Carey, Stewart, Nash                                         | Carey, The-Dream, Stewart                                       | 2:26 |
| 14. | Angel (The Prelude)             | Carey, Stewart, Wright                                       | Carey, Stewart, Big Jim                                         | 1:04 |
| 15. | Angels Cry                      | Carey, Stewart, Crystal Johnson, Wright                      | Carey, Stewart, Big Jim                                         | 4:01 |
| 16. | Languishing (The Interlude)     | Carey, Wright                                                | Carey, Big Jim                                                  | 2:34 |
| 17. | I Want to Know What Love Is     | Mick Jones                                                   | Carey, Stewart, Big Jim                                         | 3:27 |

| 18. | Obsessed (Cahill Radio Mix)                      | 3:21 |
| 19. | Obsessed (Seamus Haji & Paul Emanuel Radio Edit) | 3:13 |
| 20. | Obsessed (Jump Smokers Radio Edit)               | 3:20 |
| 21. | Obsessed (Friscia and Lamboy Radio Mix)          | 4:11 |

| 1. | Obsessed (Cahill Radio Mix)                      | 3:21 |
| 2. | Obsessed (Seamus Haji & Paul Emanuel Radio Edit) | 3:13 |
| 3. | Obsessed (Jump Smokers Radio Edit)               | 3:20 |
| 4. | Obsessed (Friscia and Lamboy Radio Mix)          | 4:11 |
| 5. | Obsessed (Music video)                           | 4:04 |
| 6. | Obsessed (Remix) (featuring Gucci Mane)          | 4:25 |